# Kościół św. Karola w Tallinnie
Kościół św. Karola (est. Kaarli kirik) – luterański kościół w Tallinnie, zbudowany w latach 1862-1870 według projektu Otto Piusa Hippiusa. Najokazalszy XIX-wieczny kościół na terytorium Estonii.

## Historia
Na wzgórzu Tõnismägi (św. Antoniego) prawdopodobnie już od XIV wieku znajdowała się kaplica. W 1670 r. król szwedzki Karol XI zlecił w tym miejscu budowę kościoła przeznaczonego dla estońskich i fińskich mieszkańców Tallinna. Świątynia przyjęła wezwanie na cześć króla. W 1710 r. w czasie III wojny północnej ten pierwszy, drewniany kościół, został spalony.
W XIX wieku przedstawiony został plan odbudowy. Zbiórkę funduszy na ten cel rozpoczęto w latach 50. XIX w., a kamień węgielny pod nowy kościół położono w 1862 roku. Kościół, jeszcze nieukończony, został konsekrowany w 1870 roku. Dwie wieże od zachodu zostały powiększone w 1882 r.
Kościół został zaprojektowany na wzór zachodnioeuropejskich katedr, z dwiema zachodnimi wieżami po bokach rozety w stylu neoromańskim. Został zbudowany na planie krzyża łacińskiego, jednak w rzeczywistości jest kościołem halowym. Sufit jest utrzymywany w górze bez użycia filarów (zgodnie z rozwiązaniem opracowanym przez Hippiusa we współpracy z R. von Bernhardtem). Na apsydzie widoczny jest fresk Johanna Kölera - pierwszy fresk wykonany przez estońskiego artystę. W kościele wciąż są używane dzwony z pierwszej świątyni, odlane w Sztokholmie w 1696 roku.